# ヒメアオガヤツリ
ヒメアオガヤツリ (Cyperus pygmaeus Rottb. )はカヤツリグサ科の植物の1つ。ごく小柄なカヤツリグサ属で、2列に並ぶ鱗片からなる小穂を頭状につける。

## 特徴
小型の1年生草本。根茎は発達せず、茎は束になって生じる。またしばしば茎の基部で倒れてロゼット状の姿を見せる。草丈は4～15cm。根出状に出る葉は花茎と同程度の長さになるか、あるいは短く、葉幅は1～2mmで質は柔らかい。基部の鞘は白みを帯びた赤紫色をしている。
花期は8～10月。花序の基部にある苞は3～6枚あって葉状に発達し、その長さは花序より長い。花序は多数の小穂が頭状に集まった形で、花序枝は発達しないので全て1つに纏まった塊状となる。花序の径は5～15mm。小穂は狭卵形で長さは3～5mm、淡緑色をしており、4～20個の小花が2列に配置している。小穂の鱗片は卵形をしていて長さは約2mmあり、薄い膜質をしている。先端は短い芒状に突き出し、また背面の中肋には小さな刺を着ける場合がある。痩果は長楕円形をしていて長さは0.8～1mmで、断面は凸レンズ状となっている。また稜は鋭い。柱頭は2つに割れる。
別名にヒメタマガヤツリがある。

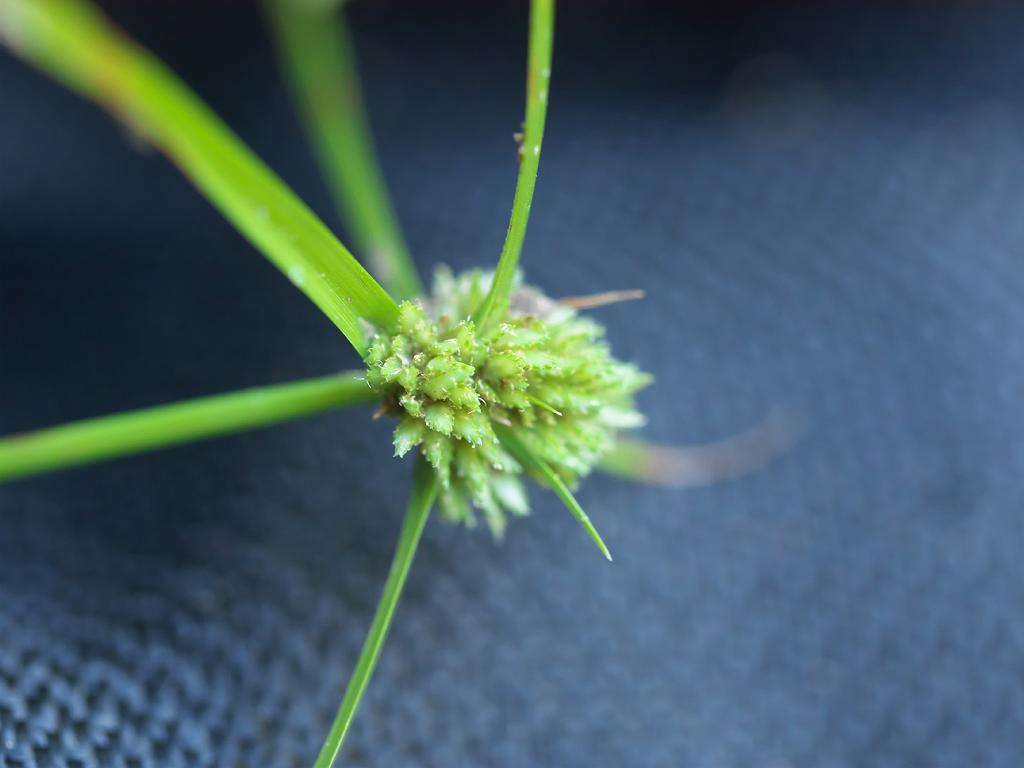
花序の拡大像
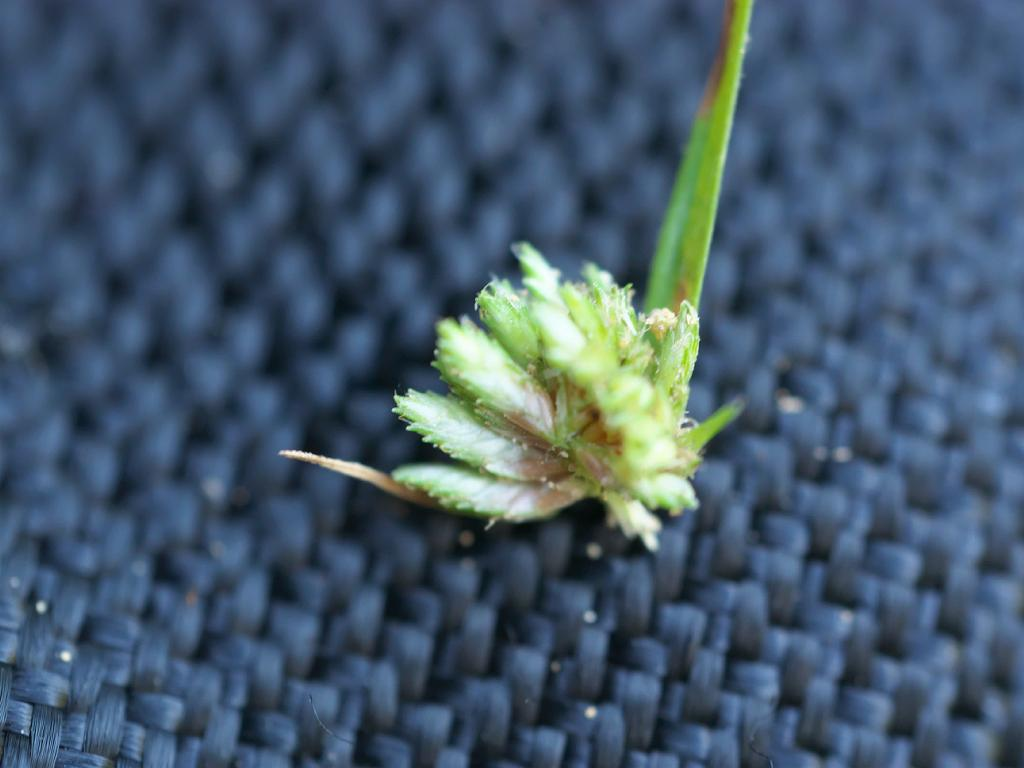
花序の一部を切り取って小穂を示す

## 分布と生育環境
日本の固有種で、本州から九州まで分布する。本州における分布は宮城県、及び関東地方、近畿地方、中国地方である。
ため池などで水位が下がった時に生じる裸地に生える。

## 分類、類似種など
カヤツリグサ属には世界で700種ほど、日本国内でも40種以上がある。大小様々な種があり、本種のように小型のものも数多いが、多くのものでは小穂はより疎らに配置し、また花序枝を複数出すものが多い。
そんな中、本種のように小柄な一年草で小穂を頭状に纏めてつけるものとしてはアオガヤツリ C. nipponicus やシロガヤツリ C. pacificus がある。これらは何れも本種と同様にため池などの干上がった底質によく出現するものである。違いとしてはアオガヤツリでは花序枝がでることがあること、痩果が倒卵形であることなどが異なり、シロガヤツリは痩果が本種同様に楕円形ではあるが、本種と異なりその縁が狭いながら翼状になっていることで区別できる。
なお、ヒメクグ C. brevifolius やその近縁種も同様の場所によく出現し、やはり小穂が頭状に纏まるが、これらは小穂に小花が1個しか含まれず、小穂を構成する鱗片がごく少ないのでそこを見れば容易に判断できる。

## 保護の状況
環境省のレッドデータブックでは指定がないが、府県別では福島県、神奈川県、長野県、愛知県、三重県、京都府で絶滅危惧I類、奈良県で絶滅危惧II類、千葉県、福井県、兵庫県、山口県で準絶滅危惧の指定があり、静岡県と滋賀県でもそれぞれ独自に指定されており、また愛媛県では情報不足とされている。京都では元々発見の記録が少ない上に目立たない植物なので圃場整備やため池の改修などの際に犠牲になりやすいことが危惧されている。